# Pictichromis ephippiata
Pictichromis ephippiata är en fiskart som först beskrevs av Gill, Pyle och Earle, 1996.  Pictichromis ephippiata ingår i släktet Pictichromis och familjen Pseudochromidae. Inga underarter finns listade i Catalogue of Life.